# ديفيد دبليو. سلاتر
ديفيد دبليو. سلاتر هو اقتصادي كندي، ولد في 1921 في وينيبيغ في كندا، وتوفي في 9 فبراير 2010 في أوتاوا في كندا.